# ピクミン3
『ピクミン3』（ピクミンスリー、Pikmin 3）は、任天堂より2013年7月13日に発売されたWii U用ゲームソフト。『ピクミン』『ピクミン2』の続編。ヨーロッパでは同年7月26日、アメリカでは同年8月4日に発売。
2020年10月30日には、新規要素を加えたNintendo Switch版『ピクミン3 デラックス』が発売。

## ゲームシステム
前2作の『Wiiであそぶセレクション』同様、Wiiリモコンとヌンチャクを用いてのプレイに加え、Wii U専用コントローラー「Wii U GamePad」での操作も可能である。
従来のストーリーモードの他、制限時間内にお題をクリアするミッションモード（2人までの協力プレイも可能）、2人対戦のビンゴモードを収録。ミッションモードはアップデートに伴い、有料追加コンテンツとして新ステージが配信された。

### ストーリーモード
本作ではこれまでの赤・青・黄ピクミンに加え、新たに岩ピクミンと羽ピクミンが登場。岩ピクミンは硬い壁や仕掛けを破壊したり、硬い敵にぶつけて攻撃できる。羽ピクミンはムービーにて僅かな間ながら登場しており、常に羽で空中を飛ぶことができ、空中を飛びながら物を運ぶこともできる。主人公は一新され、コッパイ星人のアルフ、ブリトニー、チャーリーの3人が主人公となる。原生生物も新種が多数登場している。また今作はピクミンだけではなくリーダーキャラクターも投げられるようになり、登場人物も3人に増えチームを切り替えながらゲームを進めていく。また隊列操作が廃止され、代わりに緊急回避と原生生物にターゲットを絞っての突撃が出来るようになっている。
また新たに登場した岩ピクミン、羽ピクミンは専用のオニヨンが設けられており、5種類とも共通の増やし方が出来るようになっている。さらに目的地にWii Uパッドでスライドさせて任意で自動的に移動できるようになり、これにより一人は壁を解体する間にもう一人が別の場所で石橋を作るといった作業がよりスムーズに出来るようになった。この他、種類別にピクミンを持ち換えたり、スプレーでのパワーアップ等の要素も継承されている。

### ミッションモード
一人または二人で遊べる。制限時間内に与えられた目的をクリアするモードであり、タイトル画面で選べる。紫ピクミン・白ピクミンも使用できる。ルールは「お宝を集めろ！」「原生生物を倒せ！」「巨大原生生物を倒せ！」の3種類があり、「お宝を集めろ！」では時間内に回収したお宝の数、「原生生物を倒せ!」では倒した原生生物の数で貰えるメダルの種類が決まり、全てのお宝を集めたり原生生物を倒すとプラチナメダルを獲得出来る。
一方、「巨大原生生物を倒せ！」ではストーリーモードに登場した5体の原生生物を倒す速さを競う内容であり、原生生物は一体だけの為倒すまでメダルの獲得はできない。このモードはストーリーモードの進歩ごとに新しい原生生物に挑戦できる。この内前者の2つのモードは後に有料で追加ステージが配信された。このモードには、「2」に登場した探査ポッドとは異なる形状だが、お宝を回収する為のポッドが登場する。また前作のチャレンジモードと違い、ピクミンが倒されてもポイントには影響しない。リーダーが誰か一人ダウンするとその時点でゲームオーバーとなる。

### ビンゴバトル
二人プレイ専用のモードであり、1P側の青チーム（アルフら本作の主人公達）と、2P側の赤チーム（オリマーら『ピクミン2』の主人公達）に分かれて、画面内のビンゴシートに描かれた果実や原生生物を集める内容である。タイトル画面で選べる。

## 前作との相違点
『ピクミン2』（以降、『2』）でメインダンジョンだった地下洞窟は本作には登場せず、間欠泉は『ピクミン』（以下、『1』）のように小型でエリア上での移動手段や近道に変更される。このように『2』から続投しているものの『1』の仕様に再変更されるか、その上で新たな仕様が設けられている要素はいくつかあり、間欠炎は『1』のように壊せないトラップとして設置されている。バクダン岩も『2』でのトラップ用途から『1』のピクミン用の仕様と大きさに変更されるが、全てのピクミンが扱えるようになっている。『2』に登場したガス管やガスゲートはなくなり、土の壁の形も変わった。新たな仕掛けとしてガラスの壁や水晶などが追加された他、バクダン岩でのみ壊せる岩の壁も再登場している。
一定時間ごとに両極の間で放電する電極は『2』では始めから通電しておりピクミンで壊せるトラップ系の仕掛けであったが、今作では洞窟内に設置され、黄ピクミンを電池の要領で並べることで、付近に設置された電球を点灯させる役目をもっている。他のピクミンの電気耐性も大幅に変更され、これまで触れただけで即死だったものが、感電はするものの痺れて動けなくなる程度に軽減されている。『2』のピキノツユクサの実から作られるスプレーはゲキカラスプレーのみ続投しており、本作では「使用したピクミンを花に急成長させる」効果が追加されている。
『2』では無制限になったことで時間を気にせずプレイすることができたが、本作ではエリア内にある果実を回収することで食料が生産され、所持している食料（ジュース）の数が残日数に直結している。果実によって採取できるジュースの量も異なる上、回収できる果実の数も限られている。その為、全ての果実を回収してしまうと食料の生産が不可能になり、手持ちの食料がある場合は翌日以降もゲームを進行できるが、食料がない場合はゲームオーバーになってしまう。そのため、事実上『1』以来の日数制限が設けられる形となっている。また、今作では新たに、その日プレイした1日はもちろん、過去にプレイした好きな日数からやり直すことが可能になった。ただし、一度やり直した日でセーブしてしまうと差し戻すことはできない。日数制限は最大で99日である。
なお、（『2』を初出とするものも含めて）果実は現実にある果物をモチーフとしており、たとえばビンゴモードにアイテムとして登場する「ヤブレカブレ」の場合はサクランボをモチーフとしている。
また、本作では日によって晴れだったり、雨になっていたりと天気の変化があり、それによってBGMも変化する。

## ストーリー
ホコタテ星の近隣にあるコッパイ星では、無計画で我慢を嫌う住民の気質と、第5次ベビーブームに伴う人口増加により、深刻な食糧危機に陥ってしまう。コッパイ星人たちは食糧確保の一環として無人探査機「スパロウ」を宇宙各地の惑星に飛ばした結果、とある1機が有力な反応を示す。「PNF-404」と名付けられたこの星に存在する食糧を持ち帰るため、アルフ・ブリトニー・チャーリーの専門家3人組が現地に向かう。しかし搭乗していた宇宙船「ドレイク号」が謎のトラブルにより不時着し、3人は離れ離れになってしまう。ドレイク号の不時着地点で目覚めたアルフは故郷へ帰るために必要なワープドライブ・キーを紛失したことに気づく。彼はピクミンと出会い、彼らを増やす方法を見出したうえで、食料となる果実をはじめ、様々なものを回収する。
その後彼は「再会の花園」でブリトニーを見つけ、全身が固い体をもつ岩ピクミンの力を借りて彼女を救出する。「迷いの雪原」で出会った黄ピクミンを仲間にした2人は、洞窟内に潜んでいたオオバケカガミからチャーリーを救出する。合流した3人は本格的に果実回収を進める中で、キャプテン・オリマーが残したメモを回収する。その内容から彼がワープドライブ・キーを持つと判明、同時にドレイク号から救難信号を受信する。
3人は救難信号の発信源へ向かい、巨木の頂上でタテゴトハチスズメに襲われていたルーイをオリマーと勘違いして助ける。ところがルーイはアルフ達に捕らえられたと思い込み、彼らが集めた食料を奪って逃げるが、巨体生物・ヌマアラシにつかまってしまう。3人に助けられたルーイは奪った食料を返却したうえで、本物のオリマーが「哀しき獣の塔」にいることを伝える。現地に到着したアルフ達の前で、オリマーが金色の生物に取り込まれるも、アルフたちの攻撃で救出される。塔の中から脱出を試みる中、金色の生物が姿を変えて追いかけ、再びオリマーを取り込んで巨大な人型の生物アメニュウドウとなってアルフたちの前に立ちはだかる。アルフたちはピクミンたちと力を合わせて撃退し、オリマーの救出に成功した。
オリマーからワープドライブ・キーを受け取ったアルフ達はピクミンたちに別れを告げた後、惑星を後にする。そしてオリマーとルーイをホコタテ星に帰し、3人もコッパイ星に帰還した。

## 登場キャラクター

### コッパイ星人
アルフ(Alph)
声：若井淑
本作の主人公の一人の青年で、「ドレイク号」のエンジニアでもある。前向きで熱心、仲間思いで親切な性格。一方で無自覚に人の話を遮るなど空気を読めない一面もある。一人称は「ボク」。兄弟がたくさんおり、自身は15人兄弟の13番目らしい。祖父はドレイク号の設計者であり、宇宙船の名称は彼の名前を付けられている。調査隊のキャプテンであるチャーリーを尊敬している。スーツカラーは水色。
一日が始まる際は、必ず彼がリーダーキャラクターとして設定されている。
『大乱闘スマッシュブラザーズ for Nintendo 3DS / Wii U』では、オリマーのカラーバリエーション扱いで「ピクミン&アルフ」名義でプレイヤーキャラクターとして参戦している。性能はオリマーと共通。キャプテン・オリマー#大乱闘スマッシュブラザーズシリーズも参照。
ブリトニー(Brittany)
声：朝日温子
本作の主人公の一人の女性。隊員達の紅一点でしっかり者であり、コッパイ星では名の知れた植物学者。一人称は「アタシ」。叔母がいる。本人曰く寝相がいいらしい。実は食いしん坊で、食料の果汁を自分の分だけ他のメンバーより多く取っている(特にチャーリーの分が顕著に減らされている事が会話中の端々でうかがえ、しばしば、心の声を発している)。これに関しては、アルフに感付かれそうになっているが、どうにか誤魔化している。スーツカラーはピンク。
キャプテン・チャーリー(Captain Charlie)
声：長嶝高士
本作の主人公の一人の中年男性。「ドレイク号」のキャプテンだが、さほど威厳はない。一人称は「私」。元レンジャー。大のアヒル好きで、たくさんのアヒル達を救ってきたという武勇伝を持っており、宇宙船内にもアヒルのおもちゃを持ち込んでいる。また、レンジャーだった頃には数々の功績を上げてきている。ブリトニーに好意を寄せているが、よくアルフに押されたり、言う前にブリトニーに窘められることもある。アルフ曰く、プライベートに関しては余り積極的に話さないとの事。スーツカラーは緑。

### ホコタテ星人
キャプテン・オリマー
声：戸高一生
『ピクミン』、『ピクミン2』で主人公を務めていたホコタテ星人の男性。本作では主人公ではなく、ストーリーモードでは彼の書いたメモが登場し、ストーリーの終盤では彼自身もルーイとともにPNF-404に現在も滞在していたことが発覚。お宝を目指しに突入した塔で、そのお宝の正体である謎の生命体に捕獲され、軟禁されていた。
ビンゴバトルモードでは2P側のプレイヤーキャラクターとして操作可能なほか、ミッションモードの追加で購入することによって追加されるステージでも操作可能。
ルーイ
声：戸高一生
『ピクミン2』で主人公を務めていたホコタテ星人の青年。オリマーと共にPNF-404に来た際にタテゴトハチスズメ率いるハチスズメの大群に襲われてしまい、救難信号を発信する。これを受信したアルフ達は彼をキャプテン・オリマーと誤解してしまう。
無口で食いしん坊なのは相変わらずで、救難信号を発信する時以外は「ごはん!」としか話さない。(ただし、食料を盗み逃走する際、何か喋っているのが聞き取れる。)また、「秘密のメモ」の調査レポートでは普通に喋っている。
ビンゴバトルモードでは上記のオリマーと共に2P側のプレイヤーキャラとして、追加購入するステージのミッションモードの隠しプレイヤーキャラとしても操作可能。

### ピクミン
赤ピクミン
声：若井淑
火に耐性があり、攻撃力が高い。前作同様最初に仲間になる。
黄ピクミン
声：若井淑
体が軽く、他のピクミンより高く投げられる。地面に埋まった果実などを掘るのが早い。また、他のピクミンよりも滞空時間が長い。高台にある果実など黄ピクミンが必須となる物もある。他のピクミンが痺れる電気に耐性を持っている。
青ピクミン
声：若井淑
水中での活動が可能であり、水攻撃にも強い（他のピクミンは水に耐性がなく、溺死してしまう）。前作同様最後に仲間になる。
岩ピクミン
声：長嶝高士
能力：ガラスや水晶を破壊する事ができる、押し潰されない。
短所：原生生物に張り付かせる事が出来ない。
身体的特徴：丸くゴツゴツした岩のような体格ながら、脚は細く美脚でブリトニーが羨ましがる描写がある。体色は灰色。花の色は青紫色。
オニヨンの色：灰色
羽ピクミン
声：朝日温子
能力：空を飛べ、空中戦が得意。
短所：全ピクミン中攻撃力が最も低い。
身体的特徴：他のピクミンに比べ体が最も小さく、ピンクの体色に青い大きな目をしていて腹部には縞模様があり、背中に羽が生えている。岩ピクミン同様、花の色は青紫色。
オニヨンの色：ピンク
紫ピクミン
声：若井淑
力が強く、重い反面足が遅い。
本編には登場せず、ミッションモードとビンゴバトルモードだけに登場する。
身体的特徴：他のピクミンに比べ重く、力が強い。他のピクミンが何匹もいないと運べないものを紫ピクミン1匹で運ぶことがほぼ可能。ただし、『ピクミン2』に比べ大幅に弱体化されてしまっている。
白ピクミン
声：若井淑
能力：原生生物に食べられると、その原生生物がダメージを受ける。
紫ピクミンと同様、本編には登場せず、ミッションモードとビンゴバトルモードだけに登場する。

## コッパイ星
アルフ達、主人公が暮らす惑星。ゲーム内では独特な言語を用いる。食料難に陥っており、アルフ達はそれを解消すべく、PNF-404で食料となる果実を集めることとなる。「コッパイ」という名称はかつて任天堂が製造していたトランプ（かるた）の別名および当時の社名にもあった「骨牌」から来ているとされる。
今回活躍することになるコッパイ星人も、ホコタテ星人同様微小種族であるが、両星間・人種的関連は不明（少なくともコッパイ星人側がホコタテ星の存在を知っている描写は存在する）。ただし、コッパイ星はPNF-404に比べ3分の1ではあるが大気に多量の酸素を含む惑星であり、酸素を猛毒とするホコタテ星人の住むホコタテ星とは大きく環境が異なると思われる。また、コッパイ星人は好き嫌いが激しく我慢ができない気質らしく、それも食料難の一因となっている。

## 開発
本作は2008年開催のE3での宮本茂のコメントにおいてWii用として開発していることが発表され、その後2011年のE3で宮本茂らの回答でWii U向けに開発を切り替えたことが明かされた。2012年のE3におけるプレゼンテーションの冒頭でPVが大々的に公開され、名称が正式に発表された。2012年のWii Uローンチ発売に向けて開発が進められていたが、発売が延期され2013年に発売となった。
1作目『ピクミン』は「深く遊べる」、2作目『ピクミン2』は「長く遊べる」として、それぞれ好みが分かれていたため、本作の方向性を定めるために何度も議論が重ねられた。
本作の開発当初、スタッフたちの間で『ピクミン』の序盤のステージ「希望の森」で、制限時間の中で宇宙船のパーツをとる競争を行い、 その中で「深く遊ぶ」というのが最も面白いと結論に達し、『ピクミン』の方向性を引き継ぐことにした。
また、経験を積む場を増やすため、本編とは独立したミッションモードが導入された。本作のディレクターの一人である日野重文は2023年のインタビューの中で、このような遊び方を表現するために「ダンドリ」という言葉を使い始めたと振り返っており、この要素は次回作『ピクミン4』にも取り入れられた。もう一人のディレクターである神門有史も、「段取り」という要素は家事や料理にも通ずるため、ゲームをしない者にも理解できる気持ちよさがあることに気づいたと話している。
サウンド面においては、迫力を優先し、コミカルな感じにするという方針が取られた。
主人公たちの母星である「コッパイ星」の由来について、作品の監修に当たった宮本は、ディレクターたちが楽しんでつけたので自分はわからないとしつつも、自社製品である花札や麻雀牌の別名である骨牌からつけたのではないかと2013年のインタビューの中で推測している。また、宮本は監修に当たり、ピクミンがどのように見えるかが重要であり、プレイヤーとピクミンの関係を乱すものは不要であるとインタビューの中で述べる一方、息抜きとなるような気の利いた会話は欲しいところだとも話している。
本作を初出とするピクミンのうち、羽ピクミンはゲーム要素に奥行きを持たせるために生み出された。
また、過去作品ではピクミンを投げる位置を細かく設定できなかったが、本作ではポインターのカーソルが表示され、そこに向かって投げられるようになったため、ぶつけられるものということで岩ピクミンも生み出された。
ただし、ピクミンの種類が増えると遊びにくくなることに加え、3人のキャラクターを操作するという都合上、『ピクミン2』を初出とする白ピクミンおよび紫ピクミンはストーリーモードではなく、ミッションモードでの登場となった。

## ピクミン3 デラックス
『ピクミン3 デラックス』（ピクミンスリー デラックス、Pikmin 3 Deluxe）は、2020年10月30日発売のNintendo Switch用ゲーム。同年10月8日には先立って無料体験版が配信された。

### 主な変更点・追加点
Wii U版の追加コンテンツが全て収録される他、新要素も追加された。
ストーリーモード
マルチプレイに対応。ただし携帯モードでのプレイ時は1人のみ。
サイドストーリーミッション
オリマーとルーイのサイドストーリーが追加される。メインストーリーの前後に起きた出来事が語られる。
原生生物図鑑
登場する原生生物の生態などがわかる図鑑の追加。2作目のようなオリマー、ルーイの解説だけでなく、アルフ達コッパイ星人3人の解説も記されている。
記される解説は、その生物に対する対処法や、受けた印象などキャラによって内容は多岐に渡る。
進級バッジ
ゲーム進行の達成度に応じて付与される。
難易度の追加
「ふつう」「むずかしい」「ゲキカラ」の3種から選択でき、難易度があがるごとに日没までの時間が短くなり、原生生物が強くなる。また、「ゲキカラ」では、ピクミンを連れられる最大数が60匹までとなっていたり、水等の溺れ始めから死亡するまでの時間が短くなっている。「ゲキカラ」は「むずかしい」をクリアしなければ選択できない。それぞれの難易度でクリアを達成すると、進級バッジが貰える。
各種機能・操作の追加、改修
本作では、Wii Uには無かった以下のような操作や機能が追加されている。
解散
Wii U版では1度の操作で五色のピクミンが一斉に解散してフリーになっていたが、こちらでは投げる設定にされたピクミンはそのまま隊列に残り、残りはリーダーキャラと設定以外の色のピクミンに解散する形に変更されている。これによりあらかじめ投げるピクミンを設定していれば1度解散させて特定のピクミンを呼び戻す手間を省いてそのまま連れて行動が出来たり、別のリーダーキャラに他のピクミンを連れて行かせて別の作業に向かわせると言ったようなより細やかな役割分担が行いやすく出来るようになった。
突撃
Wii U版ではポインターを当てた対象に隊列にいる全てのピクミンが一斉に突撃するようになっていたが、こちらでは投げる設定にされたピクミンだけが突撃するように変更され、他の色のピクミンを突撃させるには連続してコマンド入力をして突撃させる必要がある。またこの設定により火や水、電気などの属性を持つ各トラップやそれらで攻撃を仕掛けてくる生物、対象に対して、それぞれ対応するピクミンに向かわせて対処させるなどの細かい使い分けが出来るようになった。その反面、属性攻撃を行わない生物に対しての一斉突撃は出来ず、全員を突撃させる時には連続して行う必要がある。
リーダーキャラクターの交代
Wii U版では、特定のキャラにしたい時に1周しなければならなかったが、こちらでは特定のボタンを押して、それぞれ分けたキャラの内で操作したいキャラにスティックを操作して瞬時に変更できるようになっている。またそれ以外でもゲキカラスプレーを使うか解散をさせたいかでも、同様の操作で状況次第で直感的にかつ臨機応変に対応できるように変更されている。またリーダーキャラが敵に攻撃されてダウンした際、Wii U版では特定の操作をしなければ起き上がらなかったが、こちらでは攻撃されてダウンしても、『1』や『2』のように自動的に起き上がる形に戻っている。
ポインター照準時の自動連投
ポインターで原生生物や果実、お宝などの対象に照準を定めている時は、ボタンを連打しなくても押し続けていれば、ピクミンを自動的に連投出来るようになっている。
離れたピクミンの呼び戻し
本作では、隊列から離れて散り散りになったピクミンをドレイク号の前に立って呼び戻せる特殊な笛の機能が追加された。これにより日没が近くなった際、離れた所にいるピクミンがどのような場所であっても自動的にオニヨンの前にまで戻らせることが出来るようになった。ただし残り時間によっては間に合わずに時間切れとなり日没の犠牲になることもあるので、残り時間やピクミンの移動速度などを考慮して行う必要がある。

## 評価
ライターのお茶缶は『ピクミン4』発売前にインサイドに寄せた記事の中で、シリーズの中で完成度が高く、決定版であると評している。過去2作品との違いとして、探索中に物語が展開されることを挙げており、かなりアドベンチャーゲーム的だと述べている。また、仕掛けも3人の隊員を切り替えるシステムを活用したパズルゲーム寄りのものが多いとしている。